# Liste der Unterzeichner des offenen Briefs islamischer Gelehrter an Papst Benedikt XVI.
Der Offene Brief islamischer Gelehrter an Papst Benedikt XVI. vom 25. September 2006 wurde von 38 islamischen Geistlichen unterzeichnet. Der offene Brief bezieht sich auf einen Vortrag, den Papst Benedikt XVI. am 12. September 2006 an der Universität Regensburg gehalten hat (siehe Hauptartikel: Papstzitat von Regensburg). In der Einleitung des Briefs schreiben seine Verfasser, dass sie mehrere Aussagen des Oberhaupts der römisch-katholischen Kirche in diesem Vortrag für falsch halten und diese richtigstellen möchten.
- Text des Offenen Briefes (aus Gründen des Urheberrechtes hier nicht zitiert)

## Liste der Unterzeichner
Anmerkung: Religiöse/weltliche Titel (wie S. E., Sayyid, Scheich, Prof., Dr., Prinz) wurden gegenüber der Unterzeichnerliste weggelassen, einige Schreibungen korrigiert bzw. leicht modifiziert, einige Angaben ergänzt.
1. Abdullah Bin Mahfuz Bin Bajjah, Professor an der König-Abdulaziz-Universität in Saudi-Arabien, vormals Vize-Präsident, Justizminister, Bildungsminister und Minister für Islamische Angelegenheiten, Mauretanien
2. Allama Mohammed Said Ramadan al-Buti, Dekan der Religionsabteilung, Universität Damaskus, Syrien
3. Mustafa Çağrıcı, Großmufti von Istanbul, Türkei
4. Mustafa Cerić, Großmufti von Bosnien-Herzegowina
5. Rawil Gainutdin, Großmufti von Russland
6. Nedžad Grabus, Großmufti von Slowenien
7. al-Habib Ali Meschhur Bin Mohammed Bin Salim Bin Hafiz, Imam der Tarim-Moschee und Vorsitzender des Fetwa-Rates Tarim, vormals Leiter des Dar al Mustafa für Islamische Studien und Dozent an der Fakultät für Islamische Rechtsprechung, Tarim, Jemen
8. al-Habib Omar Bin Mohammed Bin Salim Bin Hafiz, Dekan Dar al-Mustafa für Islamische Studien, Tarim, Jemen
9. Faruq Hamadah, Universität Mohammed V, Marokko
10. Hamza Yusuf Hanson, Gründer und Leitung des Zaytuna-Instituts, Kalifornien, USA
11. Ahmed Badr Ad-Din Hassun, Großmufti der Arabischen Republik Syrien
12. Izz Ad-Din Ibrahim, Berater für Kulturelle Angelegenheiten, Premierministerium, Vereinigte Arabische Emirate
13. Omar Jah, Sekretär des Muslim Scholars Council, Professor für Islamische Kultur und Islamisches Denken, Universität von Gambia
14. Habib Ali al-Dschifri, Gründer und Leiter der Tabah Foundation, Vereinigte Arabische Emirate
15. Ali Dschumaa, Großmufti der Republik Ägypten
16. Abla al-Kahlawi, Dekanin an der Fakultät für Islamische und Arabische Studien, Frauencollege, al-Azhar-Universität, Ägypten
17. Mohammed Haschem Kamali, Dekan der Internationalen Akademie für Islamische Kultur und Geisteswissenschaft (ISTAC), Professor für Islamische Rechtsprechung und Rechtslehre an der Internationalen Islamischen Universität Malaysia
18. Nuh Ha Mim Keller, Scheich der Tarīqa Schadhilīya und Senior-Mitglied der Stiftung Aal al-Bayt für Islamisches Denken in Jordanien, USA
19. Ahmed bin Hamad al-Chalili, Großmufti des Sultanats Oman
20. Ahmed al-Kubaisi, Gründer des Gelehrtenrates, Irak
21. Mohammed bin Mohammed al-Mansur, Hohe Autorität (Mardscha') der Zaidi-Muslime, Jemen
22. Abu Bakr Ahmed Al Milibari, Generalsekretär der Vereinigung Ahl Al-Sunna, Indien
23. Mulay Abd al-Kabir al-Alawi al-Mudghari, Generaldirektor der Vereinigung Beit Mal Al-Quds Asch-Scharif und vormals Minister für Islamische Angelegenheiten, Marokko
24. Ahmed Haschim Musadi, Vorsitzender der Nehdat al-Ulama, Indonesien
25. Husein Nasr, Professor für Islamische Studien, George-Washington-Universität, Washington D.C., USA
26. Ševko Omerbašić, Großmufti von Kroatien
27. Mohammed Abul Ghaffar Asch-Scharif, Generalsekretär des Ministeriums für Religiöse Angelegenheiten, Kuweit
28. Mohammed Alwani asch-Scharif, Leiter der Europäischen Akademie für Islamische Kultur und Wissenschaften, Brüssel, Belgien
29. Mohammed Iqbal Sullam, Vizegeneralsekretär der Nahdatul Ulama, Indonesien
30. Tariq Sweidan, Generaldirektor des Fernsehsenders Ar-Risala, Kuweit
31. Ghazi bin Muhammad bin Talal, Vorsitzender des Verwaltungsrates des Königlichen Aal al-Bayt Instituts für islamisches Denken, Jordanien
32. Ajatollah Mohammed Ali Taschiri, Generalsekretär der Weltorganisation für die Verständigung verschiedener islamischer Rechtsschulen (WAPIST), Iran
33. Naim Tërnava, Großmufti des Kosovo
34. Abd Al-Aziz Uthman Al-Tweijri, Generaldirektor der Islamischen Organisation für Erziehung, Wissenschaft und Kultur (ISESCO), Marokko
35. Mohammed Taqi Uthmani, Vize-Präsident des Dar Al-Ulum Karatschi, Pakistan
36. Mohammed As-Sadeq Mohammed Jusuf, Großmufti von Usbekistan
37. Abd-al Hakim Murad Winter, Dozent für Islamische Studien, Universität Cambridge und Direktor des Muslim Academic Trust, U.K.
38. Muamer Zukorlić, Mufti des Sandschak, Bosnien